# Juan de Vargas

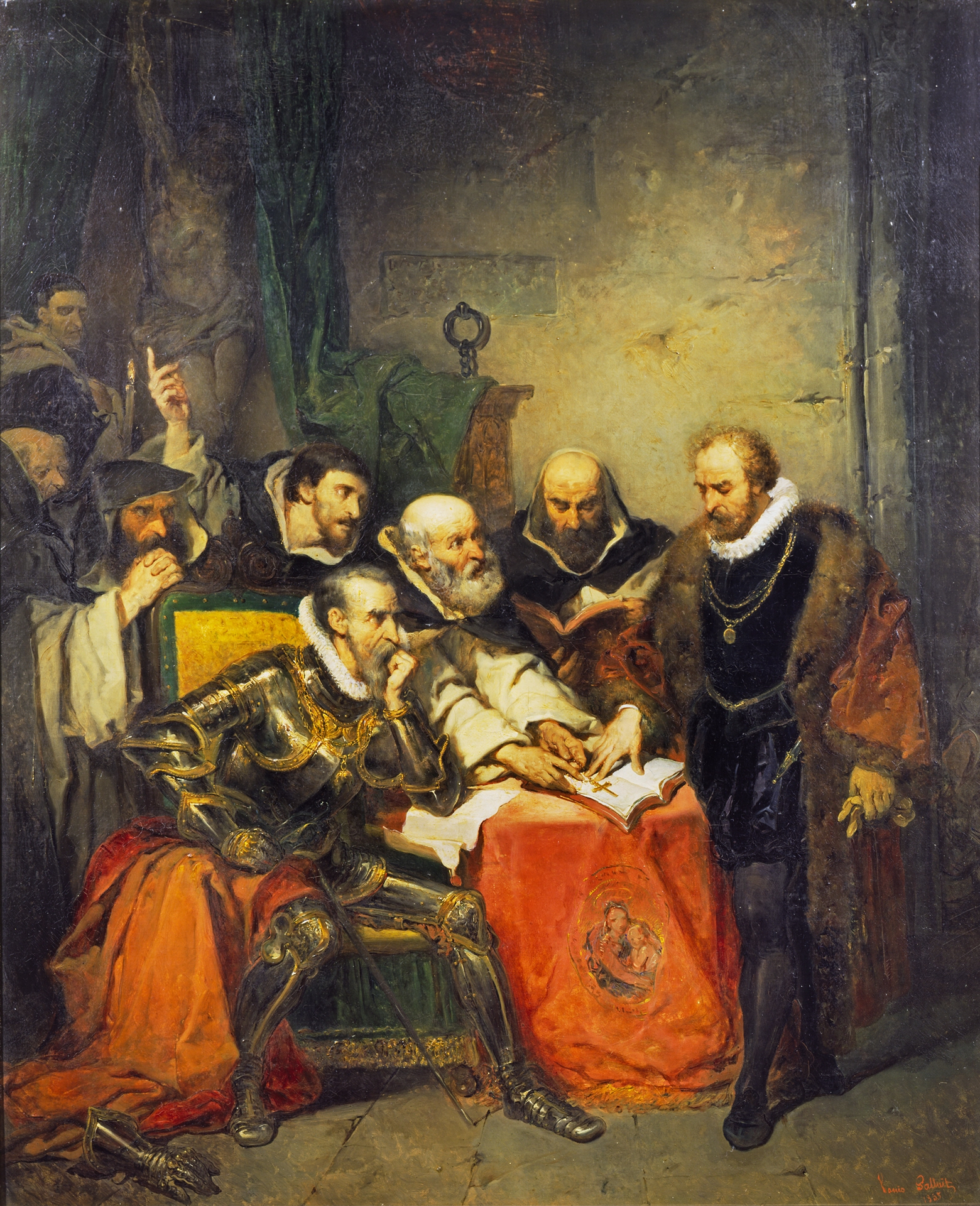
De eed van Vargas (Louis Gallait, 1835)

Juan de Vargas (Madrid, gedoopt 22 juli 1517 – Spanje, ca. 1575-1580) was een Spaans jurist die tijdens de Opstand in de Nederlanden in 1567-1573 de dagelijkse leiding had van de Raad van Beroerten, de zogenaamde Bloedraad.

## Leven
Vader Francisco de Vargas behoorde tot de hoge Castiliaanse adel en vervulde een dertigtal ambten onder keizer Karel V. Als jongste van diens vijf kinderen ging Juan de Vargas rechten studeren in Salamanca. Na zijn licentiaat trouwde hij met Inés Vargas y Camargo, de dochter van zijn broer Francisco, en werd hij auditeur aan de kanselarij van Valladolid. Hij verloor dat ambt en al zijn onderscheidingen na betrapping op corruptie. De machtigste man aan het hof, kardinaal Diego de Espinosa, redde zijn vel door hem te benoemen in de Consejo de Italia en hem onmiddellijk daarna naar de Nederlanden te laten vertrekken met de hertog van Alva. In het buitenland was Vargas ver van de rechtszaken waarin hij was verwikkeld.
Alva nam Vargas op 6 september 1567 in dienst met het oog op de oprichting van de Raad van Beroerten, een uitzonderingsrechtbank die de repressie moest voeren in de opstandige Nederlanden. Hij voerde het onderzoek naar Willem van Oranje, Hendrik van Nassau, Jan van Casembroot, Antoon van Stralen en andere vooraanstaande figuren. Het meest geruchtmakend van de grote processen uit 1568 waren deze tegen Lamoraal van Egmont en Filips van Horne, die leidden tot hun onthoofding.
In de Bloedraad werkte Vargas vooral samen met Louis del Rio en Jerónimo de Roda. Del Rio was competenter en stond hiërarchisch een trapje hoger, maar de opvliegende Vargas, die de favoriet was van Alva, trok in de praktijk aan de touwtjes. Hij parafeerde de stukken die aan Alva werden voorgelegd, correspondeerde met officieren in de provincie, stelde de waarde van geconfisqueerde goederen vast, en bepaalde de agenda van de Raad. Zijn daggeld van vier escudos was hoger dan dat van de anderen. Aan het hof werd de Raad van Beroerten soms de ‘Kamer van Vargas’ genoemd.
In de schaduw van Alva werd Vargas zelf een gehaat boegbeeld van de repressie. Men noemde hem wreed en verdorven, en ook ongeleerd en bloetgierig. Hij sprak enkel Spaans en Latijn, en dat laatste dan nog gebrekkig. Zijn typerende uitspraak non curamos vestros privilegios (uw privileges kunnen ons niet schelen) was dan ook verhaspeld met Spaans, al staat dit citaat uit de Apologie van Oranje niet helemaal boven verdenking. In elk geval minachtte Vargas de Nederlanders en was hij alleen onderdanig tegenover Alva, die hem rijkelijk beloonde en zich ook inspande om de processen in Spanje te doen stoppen, zij het zonder resultaat.
In 1570 en opnieuw in 1572 vroeg Vargas toelating naar Spanje terug te keren, maar Alva stond het niet toe. Eind 1573 moest de hertog zelf afdruipen en kwam Vargas mee in zijn zog. Tegen zijn hoop in bleken zijn wandaden van zes jaar eerder niet vergeten: hij werd tegengehouden bij het naderen van Madrid en vastgezet in het universiteitsstadje Alcalá de Henares. Maandenlang smeekte hij om een audiëntie, maar koning Filips II negeerde hem compleet en ook de in ongenade gevallen Alva kon hem niet meer helpen. In augustus 1574 vertrok Vargas naar het verre Extremadura, waar elk spoor van hem verdween.

## Voetnoten
1. ↑  Pieter Christiaenszoon Bor, Oorsprongh, begin en vervolgh der Nederlandsche oorlogen, 1621, vol. I, p. 185. Gearchiveerd op 1 september 2023.